# Carlo Di Palma
Carlo Di Palma (* 17. April 1925 in Rom; † 9. Juli 2004 ebenda) war ein italienischer Kameramann.

## Leben
Di Palma begann 1942 als Kameraassistent von Aldo Tonti und Domenico Scala und arbeitete etwa zehn Jahre in dieser Funktion mit den besten Kameraleuten dieser Zeit. Als Kamera-Operateur war er zwischen 1951 und 1954 für einige heute vergessene Filme tätig, aber auch für Carlo Lizzanis Achtung! Banditi!. 1956 zum Chefkameramann gereift, drehte er in den folgenden Jahrzehnten zahlreiche bemerkenswerte Filme, in denen seine experimentierfreudige Technik schon bei Schwarzweißfilmen (wie Kapò oder Omicron), endgültig aber mit dem Durchbruch des Farbfilms zur Entfaltung kam. So profitierten Werke wie Die rote Wüste oder Blow Up (beide von Michelangelo Antonioni) entschieden von Di Palmas Einsatz der Chromatografie.
Mitte der 1970er Jahre führte Di Palma auch selbst Regie; unter seinen drei Filmkomödien ragt sein Debüt Teresa la ladra (1973) nach dem Roman von Dacia Maraini heraus, in dem seine damalige Lebensgefährtin Monica Vitti die Hauptrolle spielte.
1983 ging Di Palma in die USA, wo er der Stamm-Kameramann Woody Allens wurde.
Vier Mal wurde er mit dem Preis Nastro d’Argento der italienischen Filmkritik ausgezeichnet. 2003 erhielt er einen Europäischen Filmpreis für seinen herausragenden Beitrag zum Kino. Der Preis für die beste Kameraarbeit ist nach ihm  benannt. Er arbeitete mit den meisten wichtigen Regisseuren des italienischen Kinos zusammen.

## Filmografie (Auswahl)

### Kamera
- 1956: Lauta mancia
- 1960: Die lange Nacht von 43 (La lunga notte del '43)
- 1961: Scheidung auf italienisch (Divorzio all’italiana)
- 1961: Trauen Sie Alfredo einen Mord zu? (L’assassino)
- 1964: Die rote Wüste (Il deserto rosso)
- 1966: Die unglaublichen Abenteuer des hochwohllöblichen Ritters Branca Leone (L’armata Brancaleone)
- 1966: Eine Frage der Ehre (Una questione d’onore)
- 1966: Blow Up (Blow-up)
- 1966: Die Gespielinnen (Le fate)
- 1968: La Bambolona – die große Puppe (La bambolona)
- 1968: Mit Pistolen fängt man keine Männer (La ragazza con la pistola)
- 1969: Ein Hauch von Sinnlichkeit (The Appointment)
- 1970: Eifersucht auf italienisch (Dramma della gelosia)
- 1981: Die Tragödie eines lächerlichen Mannes (La tragedia di un uomo ridicolo)
- 1986: Hannah und ihre Schwestern (Hannah and her Sisters)
- 1986: Off Beat – Laßt die Bullen tanzen (Off Beat)
- 1987: Das Geheimnis meines Erfolges (The Secret of my Success)
- 1987: Radio Days
- 1987: September
- 1990: Alice
- 1991: Schatten und Nebel (Shadows and Fog)
- 1992: Ehemänner und Ehefrauen (Husbands and Wives)
- 1993: Manhattan Murder Mystery (Manhattan Murder Mystery)
- 1994: Bullets Over Broadway (Bullets over Broadway)
- 1995: Geliebte Aphrodite (Mighty Aphrodite)
- 1996: Alle sagen: I love you (Everyone Says I Love You)
- 1997: Harry außer sich (Deconstructing Harry)

### Regie
- 1973: Theresa, die Diebin (Teresa la ladra)
- 1975: Lucky Girls (Qui comincia l’avventura) (auch Drehbuch)